# هیندیریگاما
هیندیریگاما (به لاتین: Hindirigama) یک منطقهٔ مسکونی در سری‌لانکا است که در استان مرکزی (سری‌لانکا) واقع شده‌است.